# Salgótarjáni utcai zsidó temető
A Salgótarjáni utcai zsidó temető, Schweitzer József budapesti főrabbi szerint „sírkövekből álló múzeum”. Budapest VIII. kerületében található, és nyughelyet ad a XIX. század végi és XX. század eleji magyarországi zsidóság számos jelentős személyiségének, ezzel Magyarország egyik legjelentősebb zsidó temetője. Monumentális funerális építészete művészetileg kiemelkedőnek számít.

## Fekvése
A Salgótarjáni utca 6. szám alatt jegyzett temető magas kőfallal körülvett hely, területe szabálytalan trapezoid alapú. Nyugatról a Fiumei úti sírkert, délről a Salgótarjáni utca, keletről sportpályák, északról korábban a Taurus Gumiipari Vállalat ipartelepe, elbontása után üres térség határolja. Az 1908-ból származó kapuépítményét Lajta Béla tervezte. A bejárati épülettől északi irányban található az ugyancsak Lajta által tervezett szertartási épület (1907–1908), a temető nyugati fala mentén családi mauzóleumok és nagyobb sírboltok állnak.

## Története

### Hitközségi tulajdonban, a temető „aranykora” (1874–1945)

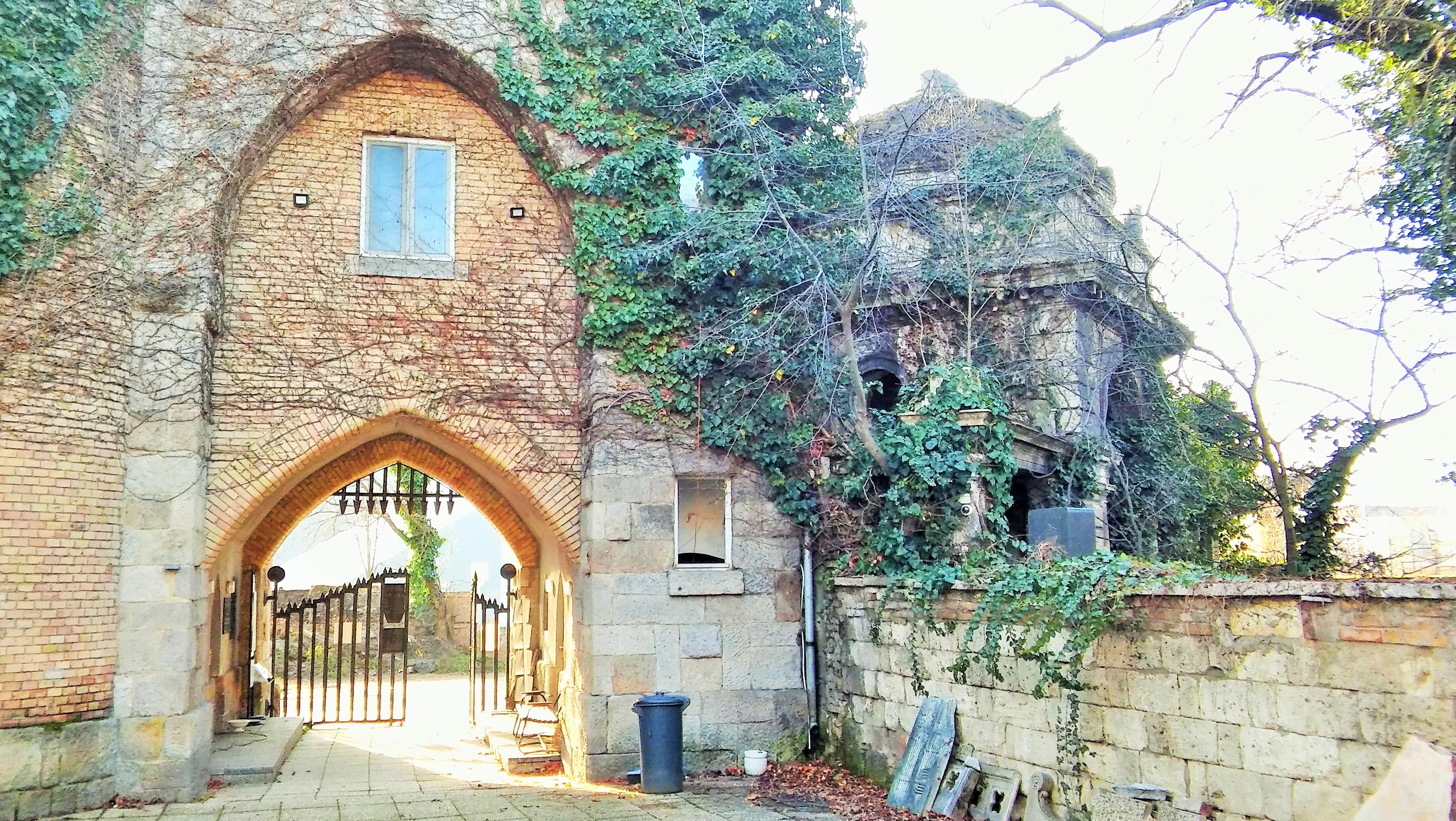
A kapuépület belülről nézve (a kép szélén a szomszédos Thalmayer-mauzóleum látszik)

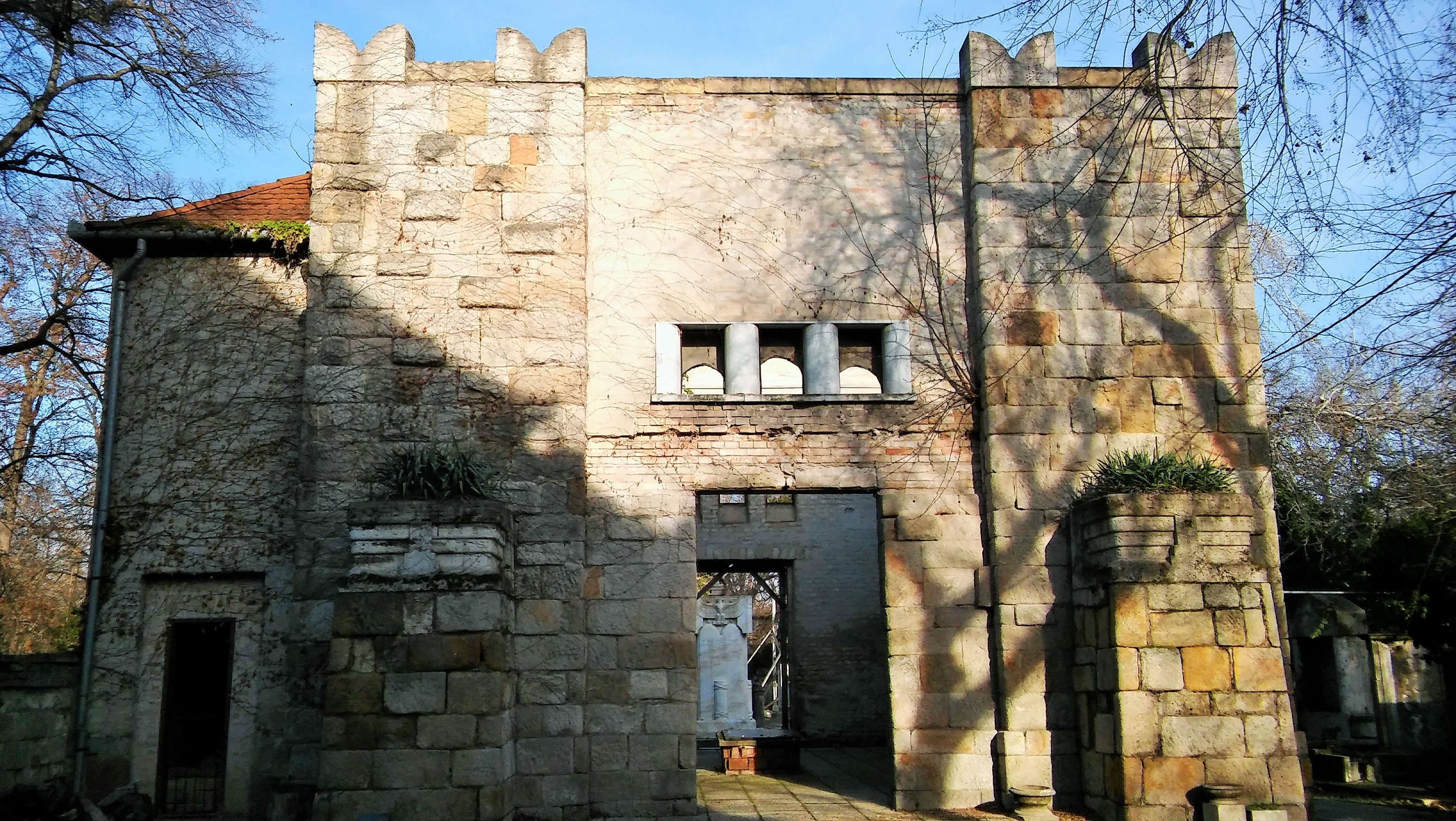
A beomlott tetejű ravatalozó épület (szintén Lajta Béla műve)

1874-ben hozták létre, a Kerepesi temető területéből egy 6,5 hektáros rész leválasztásával és fallal történő elkerítésével. Ez a temető a Váci úti és a Lehel utcai izraelita temetőt volt hivatott tehermentesíteni.
A temető elég hamar betelt, és már 1893-tól csak azok használhatták, akik korábban külön sírhelyet vagy sírboltot szereztek. Mindenki másnak az 1892-ben megnyílt Kozma utcai izraelita temető állt rendelkezésére. 1904-től nagyobb szabású átalakítási munkálatok folytak, ebben az időben épült meg a bejárati épület és a ravatalozó is. A temető teljesen az 1920-as években telt be.
Az időszakban pesti zsidóság legprominensebb alakjait temették ide, ezek: Wahrmann Mór politikus (1832–1892), Wodianer Fülöp könyvkiadó (1820–1899), Kaufmann Dávid vallásfilozófus (1852–1899), Weiss Manfréd gyáriparos (1857–1922), Fényes Adolf festőművész (1867–1945) és mások. 1945-ben ide temették a budapesti gettó mintegy 2000 (más források szerint 2700) elhunyt tagját is – sokat közülük nem sikerült azonosítani. Dunából kihalászott holttesteket is helyeztek nyugalomra a temetőben.

### A Budapesti Temetkezési Intézet tulajdonában, a „pusztulás évtizedei” (1945–2016)
A második világháború után már csak elvétve került sor a Salgótarjáni utcai temetőben temetési szertartásra. Ugyancsak a második világháború után a temetőt államosították, és a Budapesti Temetkezési Intézet tulajdonába került. Ez az állapot 2016-ig állt fenn. (Fenntartója mindvégig a Budapesti Zsidó Hitközség volt.)
Az 1950-es évekig használták, de sosem zárták hivatalosan be. Az ezt követő évtizedek során vandálok pusztítottak és fosztogattak a temetőben, illetve a természet is elkezdte fokozatosan visszahódítani azt. A ravatalozó kupolája az 1970-es évek során beomlott, számos építmény életveszélyessé vált. A teljes temetőt 2002-ben műemléki védelem alatt helyezték. Az utolsó temetéseket 2004-ben (Bauer Sára, 1917–2004) és 2008-ban (Vázsonyi Vilmos, 1935–2008) tartották. 2002-ben a budapesti gettóban elhunyt zsidók emlékére emlékművet állítottak.

### A Nemzeti Örökség Intézete tulajdonában, felújítási munkálatok kezdődnek (2016–)
A temető 2016-ban került a 2013-ban létrehozott Nemzeti Örökség Intézete tulajdonába. Ez utóbbi és Magyarországi Zsidó Hitközségek Szövetsége felújítási munkálatok végett 2016. május 26-án ideiglenesen bezárta, majd ugyanazon év októberének végén – a főbb útvonalak megtisztítása után – ismét megnyitotta.
A temető régi mészkőfala 2018. februárjában váratlanul leomlott. Ezt követően újjáépítték 12.500 egyedileg méretezett, kézi erővel megmunkált, összesen közel 1000 tonna súlyú mészkőtömb felhasználásával. Ekkor derült ki, hogy a fal melletti nagy mauzóleumoknak érdekes módon a Salgótarjáni utca felé is volt régen bejáratuk. (A jelenség oka nem ismert.) A rekonstrukció 2018. novemberében indult, és 2020. márciusára ért véget. Költsége mintegy bruttó 2 milliárd forint volt. Egy helyen a falban fülkét alakítottak ki, ahol látható az egyik mauzóleum hátsó részéből egy kő, amely a kutatások szerint egy 19. században lebontott, Budapest Verespálné utcai ház főbejárati szemöldökköve lehetett.
A temetőben körülbelül 12.000 (újabb kutatások szerint források szerint 20.000-nél több, talán 24.000) ember nyugszik.

## Különlegessége
Klein Rudolf művészettörténész szerint:
„A Salgótarjáni utcai izraelita temető műemlékvédelmi összefüggésben is különleges: azon kevés európai zsidó temetkezési helyek egyike, melyek majdnem tökéletesen megőrizték eredeti állapotukat, miután az 1920-as évektől új síremlék kevés épült, csak a meglevőkbe temettek el további családtagokat. Az idő vasfogának hatását, a fosztogatásokat és rombolásokat leszámítva itt semmilyen építészeti, illetve jelentősebb kertészeti beavatkozás nem volt. A temető dús, jobbára spontán növényzettel rendelkezik, amely szintén hozzájárul rendkívüli esztétikai hatáshoz.”

## Látogatása
A temető ingyenesen, és a nem zsidó vallásúak számára is látogatható, alkalmanként a Nemzeti Örökség Intézete is tart szakszerű, ugyancsak ingyenes vezetéseket. Szombaton és nagyobb zsidó ünnepeken zárva tart. Fontos kiemelni, hogy ugyan 2016-tól a Nemzeti Örökség Intézete a főbb utakat megtisztította a növényzettől, azonban ez nem vonatkozik a belső parcellákra és a falsírboltokra. Míg a belső síremlékek közül több megdőlt, a falsírboltok, mauzóleumok omladoznak (több közülük össze is omlott már). Ezt kiegészíti az, hogy a falsírboltok többsége feltört, több méter mély lyukakként tátonganak a kripták, olykor a koporsókból kiszórt emberi maradványok is láthatók. Erre való tekintettel a kijelölt utakról letérni életveszélyes, az egyes sírokat kizárólag kegyeleti okokból lehet megközelíteni.
Nyitvatartási idő:
- Nyári időszámítás:
  - Hétfőtől csütörtökig és vasárnap: 8.00-16.00
  - Pénteken: 8.00-14.00
- Téli időszámítás:
  - Hétfőtől csütörtökig és vasárnap: 8.00-15.00
  - Pénteken: 8.00-14.00

## Egyéb síremlékek tervezői
Az egyes síremlékek sokszor művészi szempontból is kiemelkedő jelentőségűek. A tervezők között a következő neves építészek, szobrászok szerepelnek:

### Lajta Béla által tervezett síremlékek
Csak maga Lajta Béla – a kapuépületen és a ravatalozón kívül – számos síremléket tervezett a temetőben. A következők ismertek közülük:
| Síremlék neve                                     | Tervező    | Építési idő  |
| ------------------------------------------------- | ---------- | ------------ |
| Bródy József és családja síremléke                | Lajta Béla | 1908–1911    |
| Sváb Sándor és családja síremléke                 | Lajta Béla | 1909/1914    |
| Lederer Béla síremléke                            | Lajta Béla | 1904 k.      |
| Guttmann Emil és családja síremléke               | Lajta Béla | 1908         |
| Beimel Jakab és felesége, Sauer Cecília síremléke | Lajta Béla | 1908 k.      |
| Deutsch Frigyesné Bodansky Hermina síremléke      | Lajta Béla | 1910 k.      |
| Herzman Bertalan síremléke                        | Lajta Béla | 1913         |
| Mándy Ignác síremléke                             | Lajta Béla | 1913/1914 k. |
| Sváb Jakab fiai és családjaik síremléke           | Lajta Béla | 1909         |
| Szászbereki báró Kohner család síremléke          | Lajta Béla | 1914         |
| Bacher Vilmos síremléke                           | Lajta Béla | 1918         |

### Egyéb neves művészek által tervezett síremlékek
| Síremlék neve                     | Tervező                          | Építési idő |
| --------------------------------- | -------------------------------- | ----------- |
| Ullmann Adolf síremléke           | Alpár Ignác                      | 1925 k.     |
| Ehrlich család síremléke          | Fellner Sándor                   |             |
| Karsai család síremléke           | Fellner Sándor                   |             |
| Keppich Emil síremléke            | Fellner Sándor                   | 1907 u.     |
| Spitzer Gerzson síremléke         | Quittner Zsigmond                |             |
| Dezső család síremléke            | Quittner Zsigmond                |             |
| Tafler József síremléke           | Kauser József                    |             |
| Temesváry-család síremléke        | Hajós Alfréd                     |             |
| Vázsonyi Vilmos síremléke         | Maróti Géza                      | 1926 k.     |
| Madarassy–Beck-család síremléke   | Kőrössy Albert Kálmán            |             |
| Davidssohn Mór síremléke          | Vidor Emil                       | 1900        |
| Moscovitz-síremlék                | Donáth Gyula vagy Reiszner Ignác | 1890        |
| Kiss József és felesége síremléke | Gárdos Aladár                    | 1921 k.     |
| Goldberger Simon síremléke        | Fleischl Róbert                  | 1895        |
| Hirsch–Weltner-síremlék           | Schmahl Henrik                   | 1907        |

Egyes források pontosabb megnevezés nélkül utalnak arra, hogy Feszty Árpád, Weber Antal, Sebestyén Artúr, Bukovics Gyula, illetve a Révész és Kollár vállalat is tervezett síremlékeket. Ugyanakkor számos síremlék alkotója nem ismert.

## Galéria

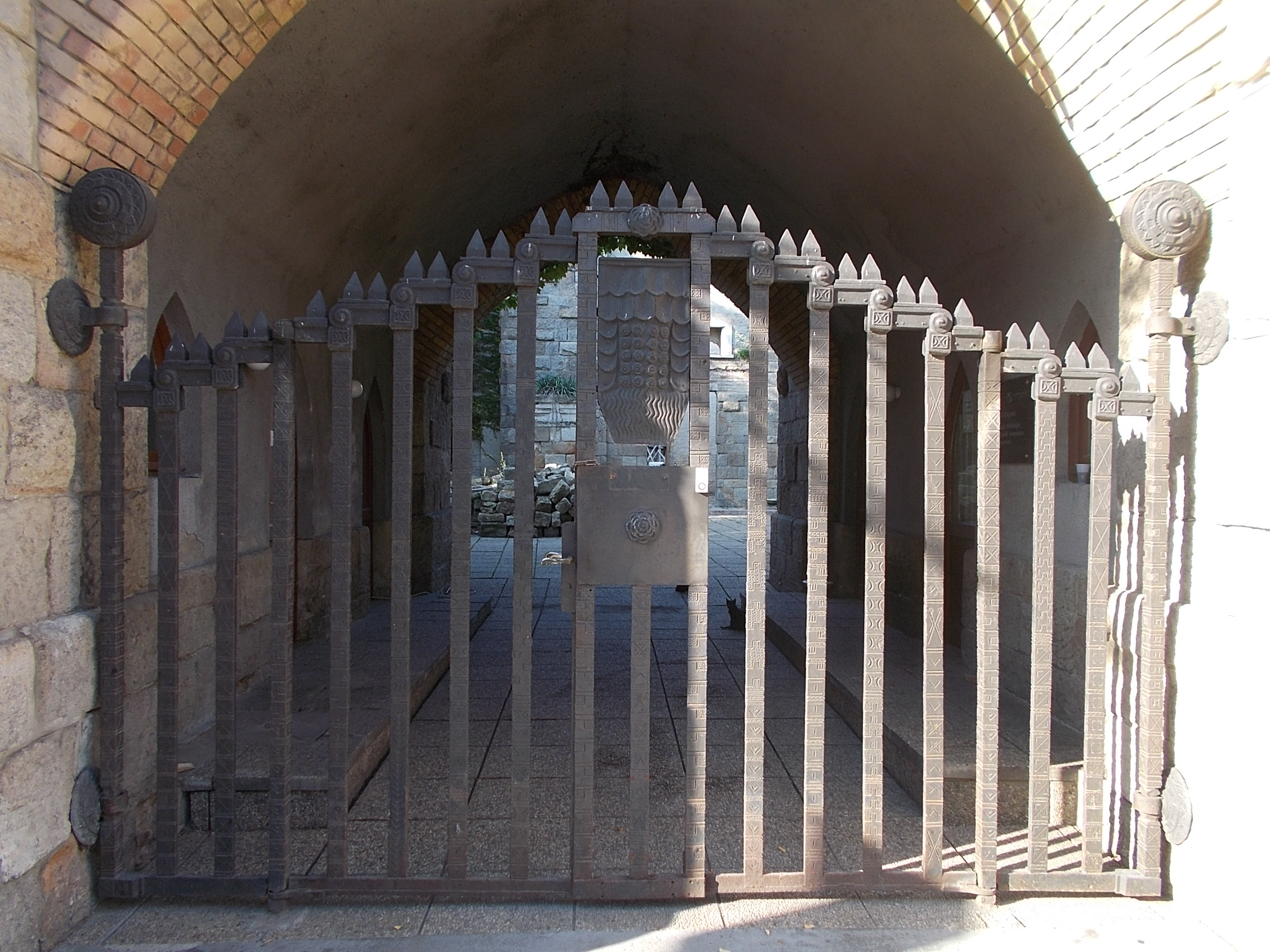
A bejárat kapuja
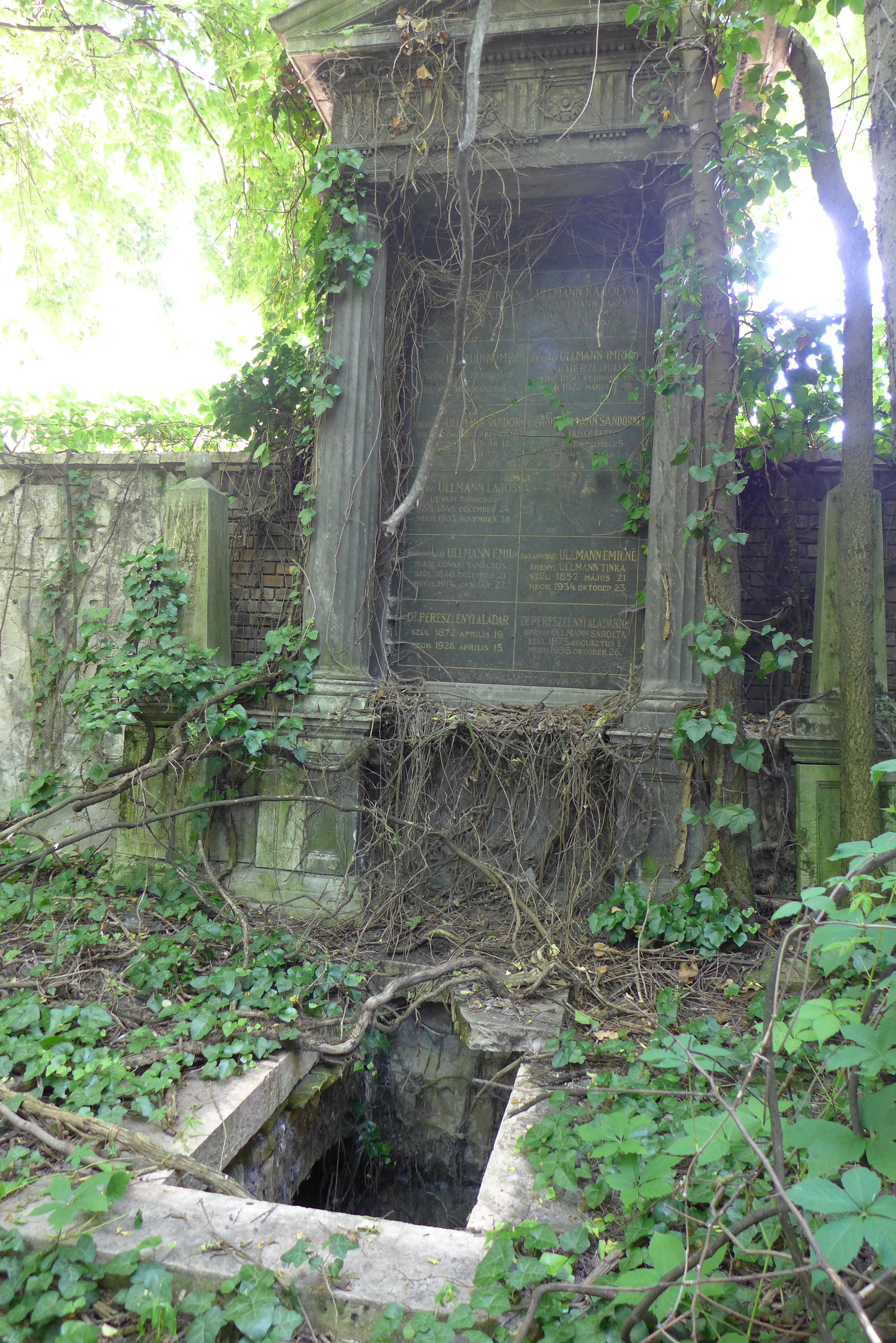
Feltört falsír
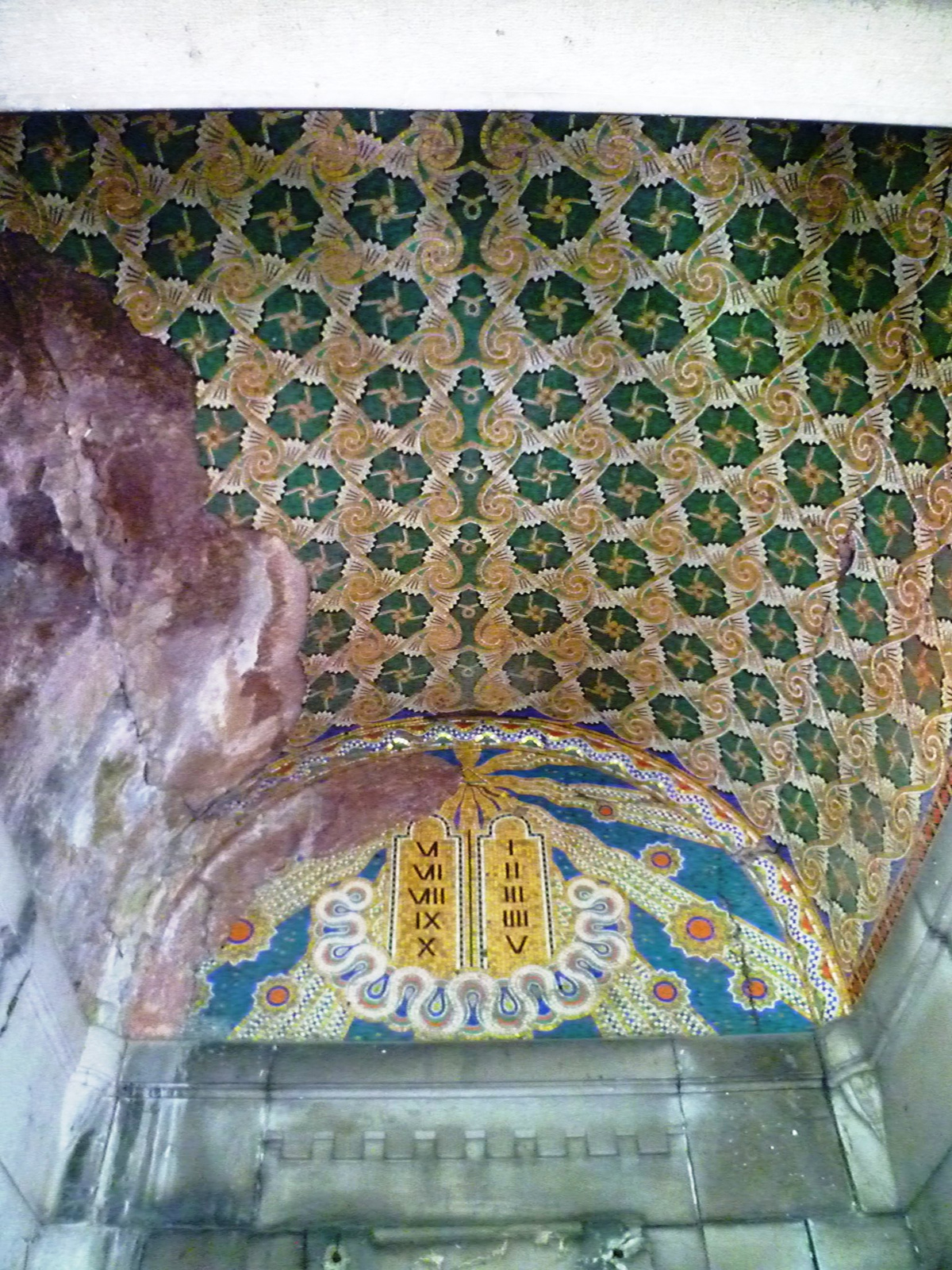
Mozaikos díszítés
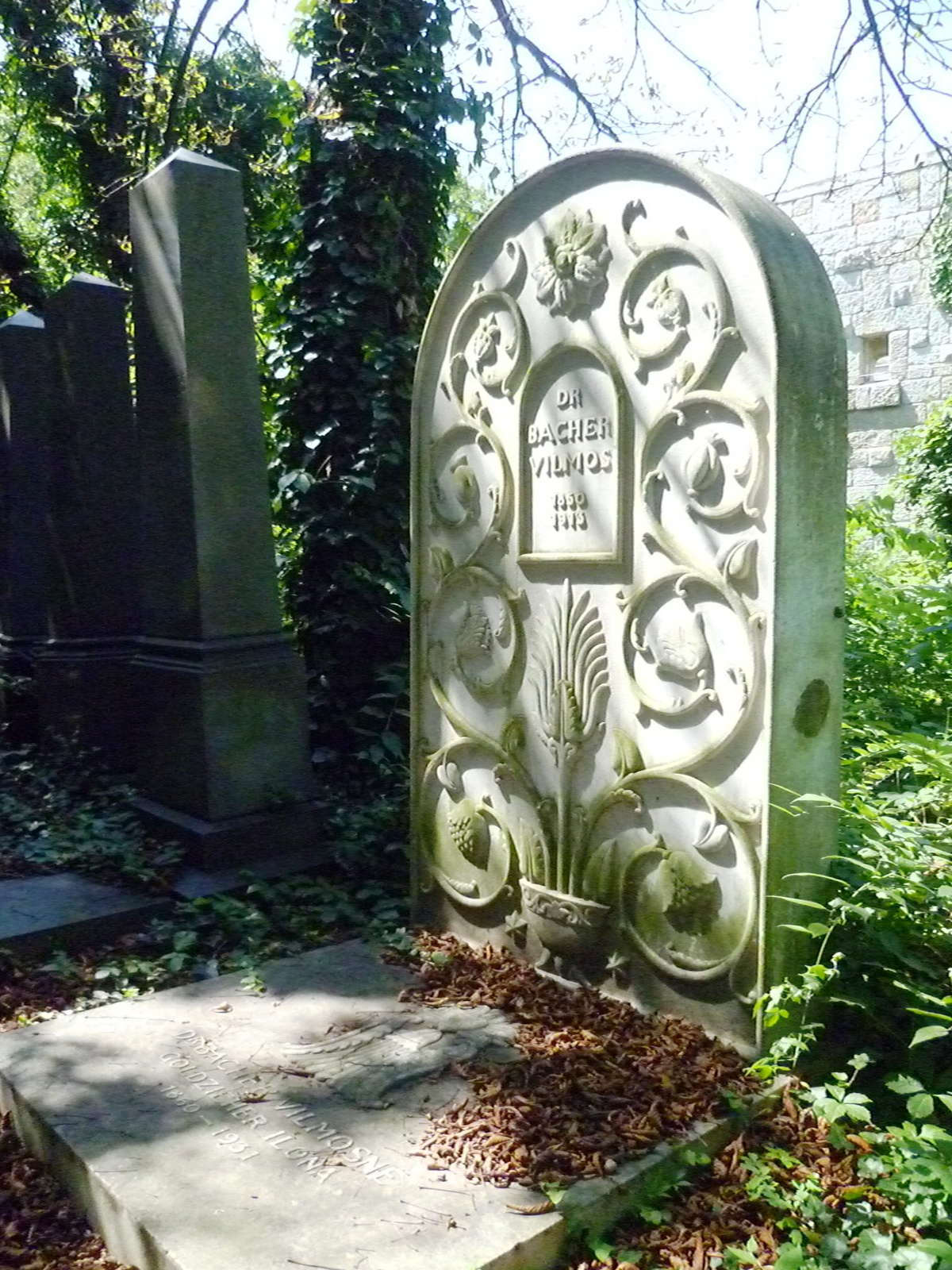
Bacher Vilmos sírja
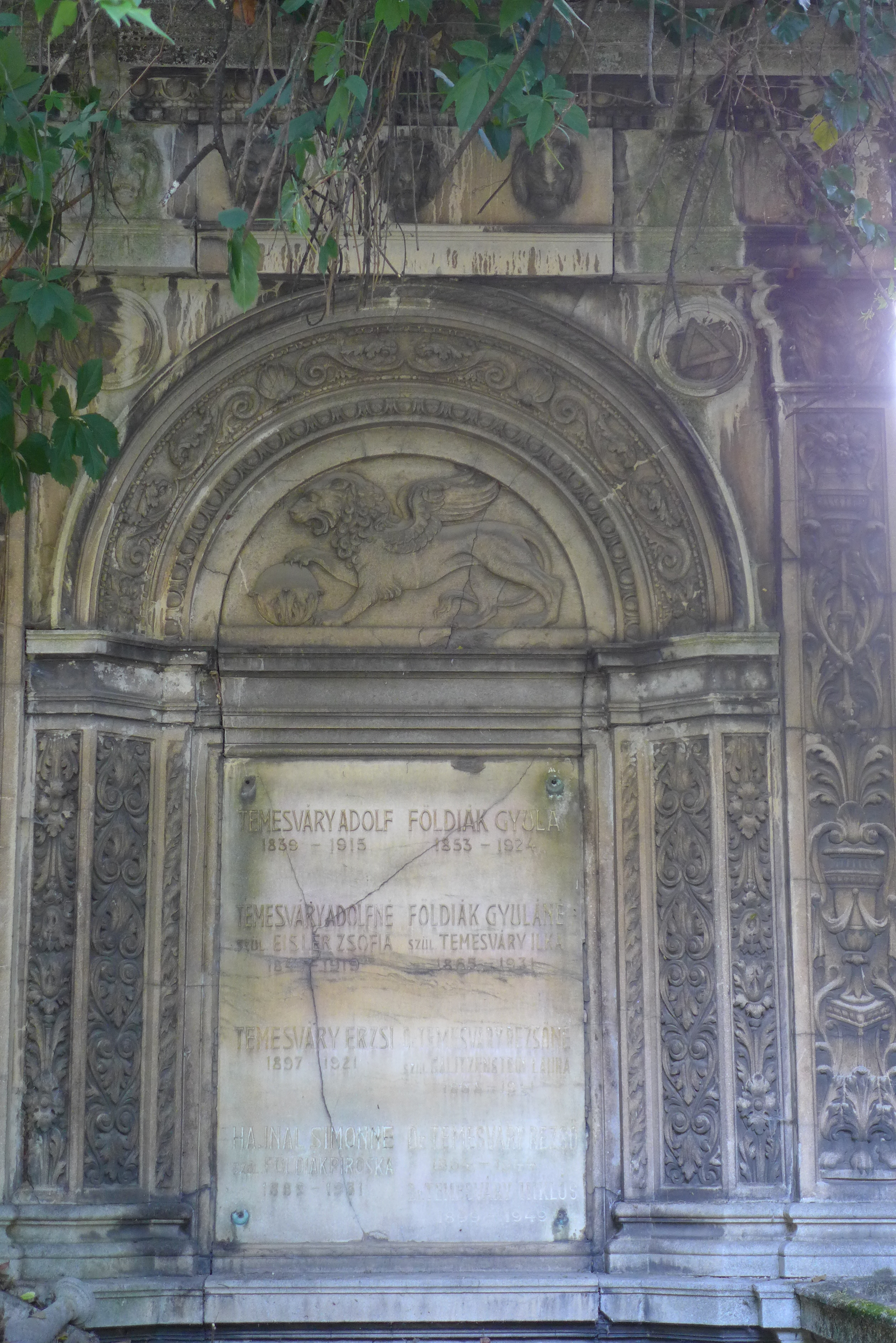
A Temesváry család sírja
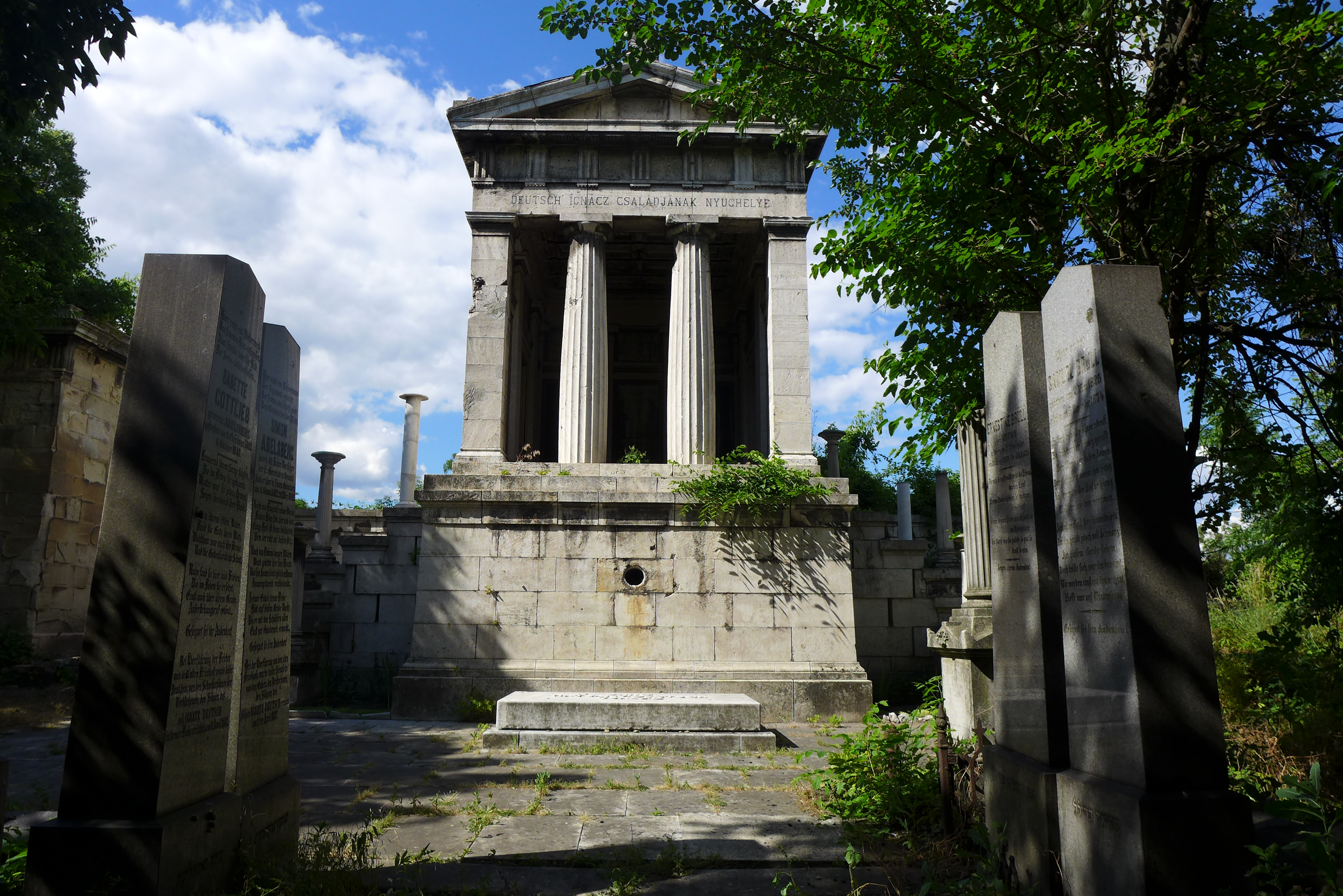
A Deutsch család mauzóleuma
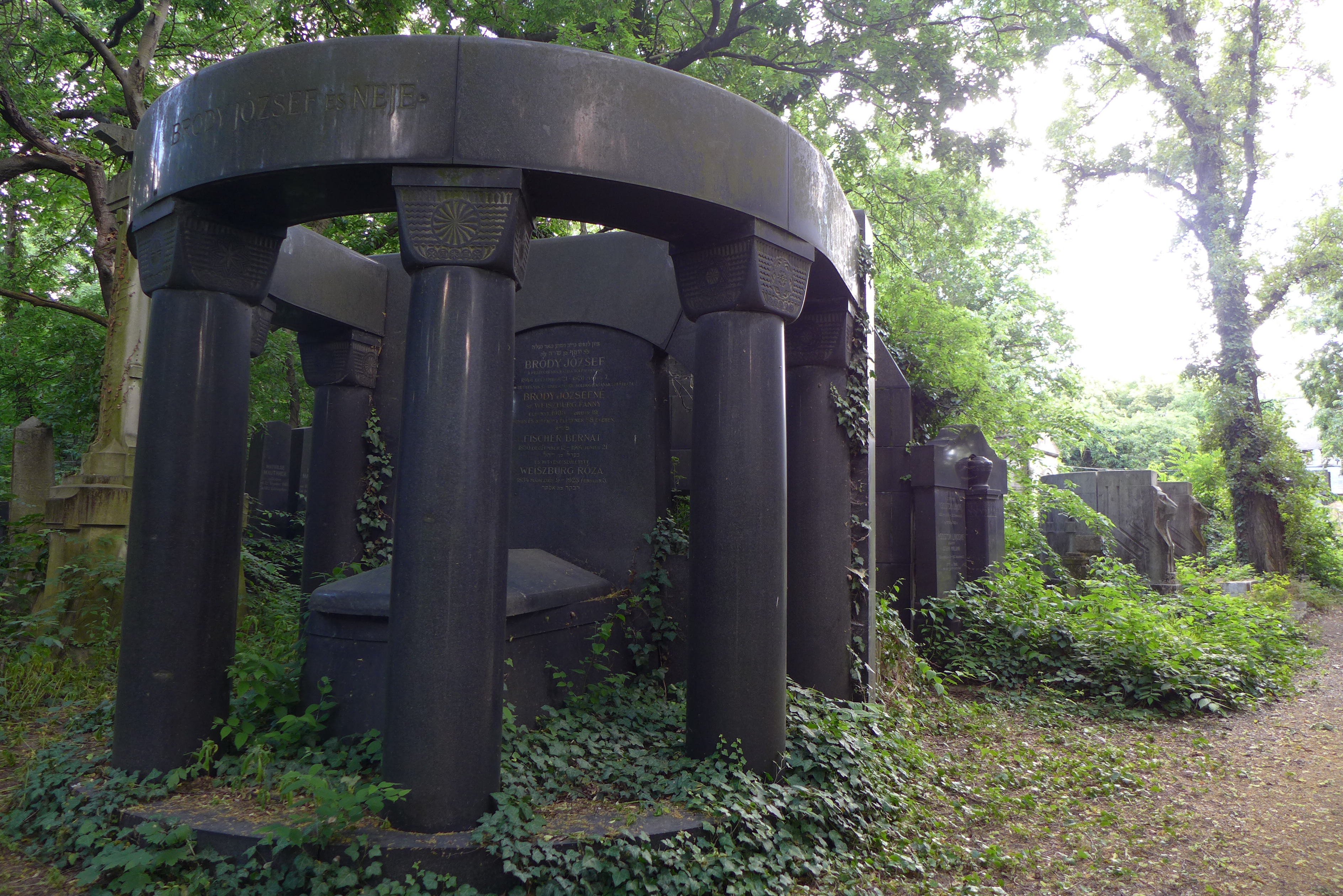
Bródy József sírja (Lajta Béla műve)
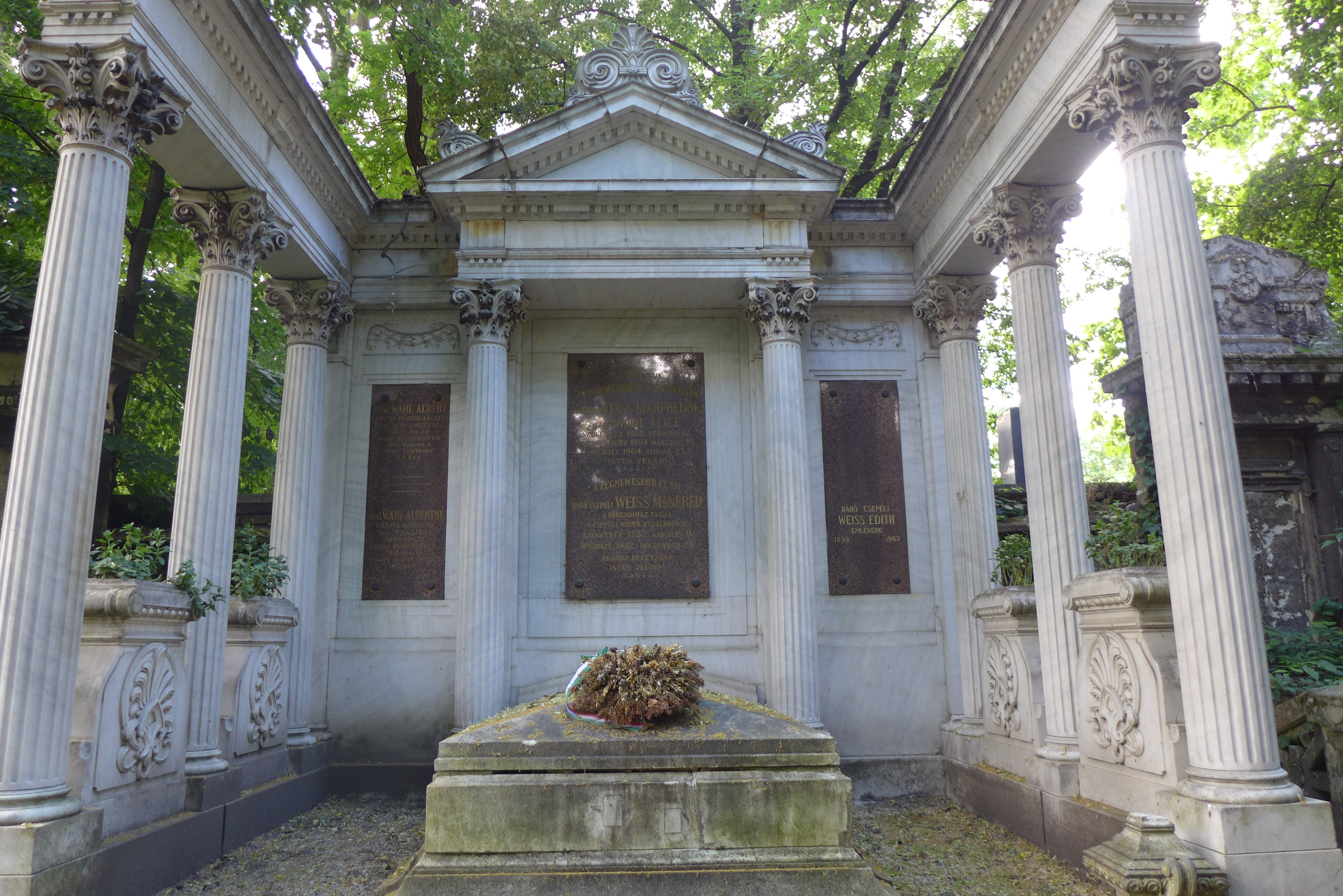
Weiss Manfréd sírja
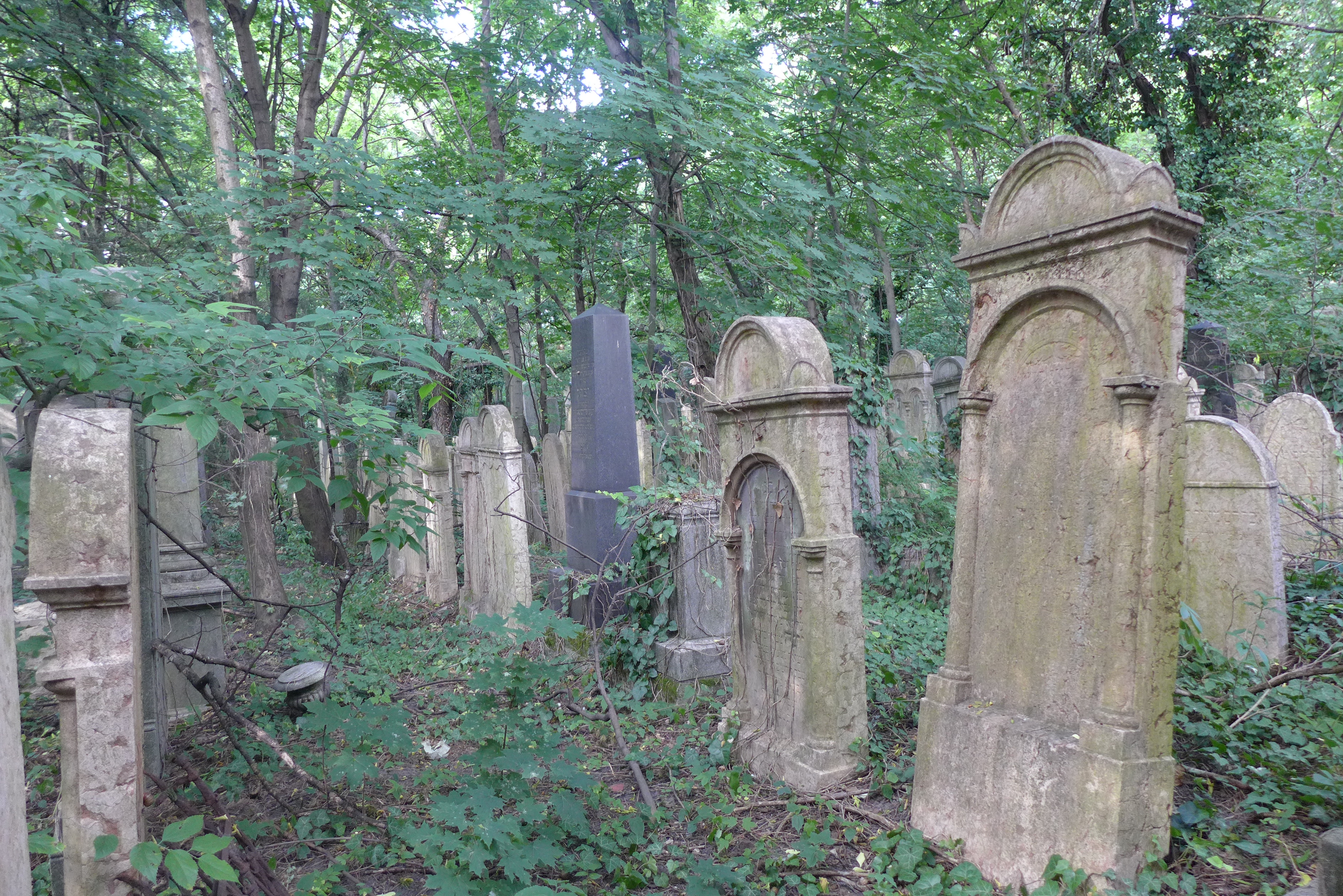
Különböző kisebb sírok
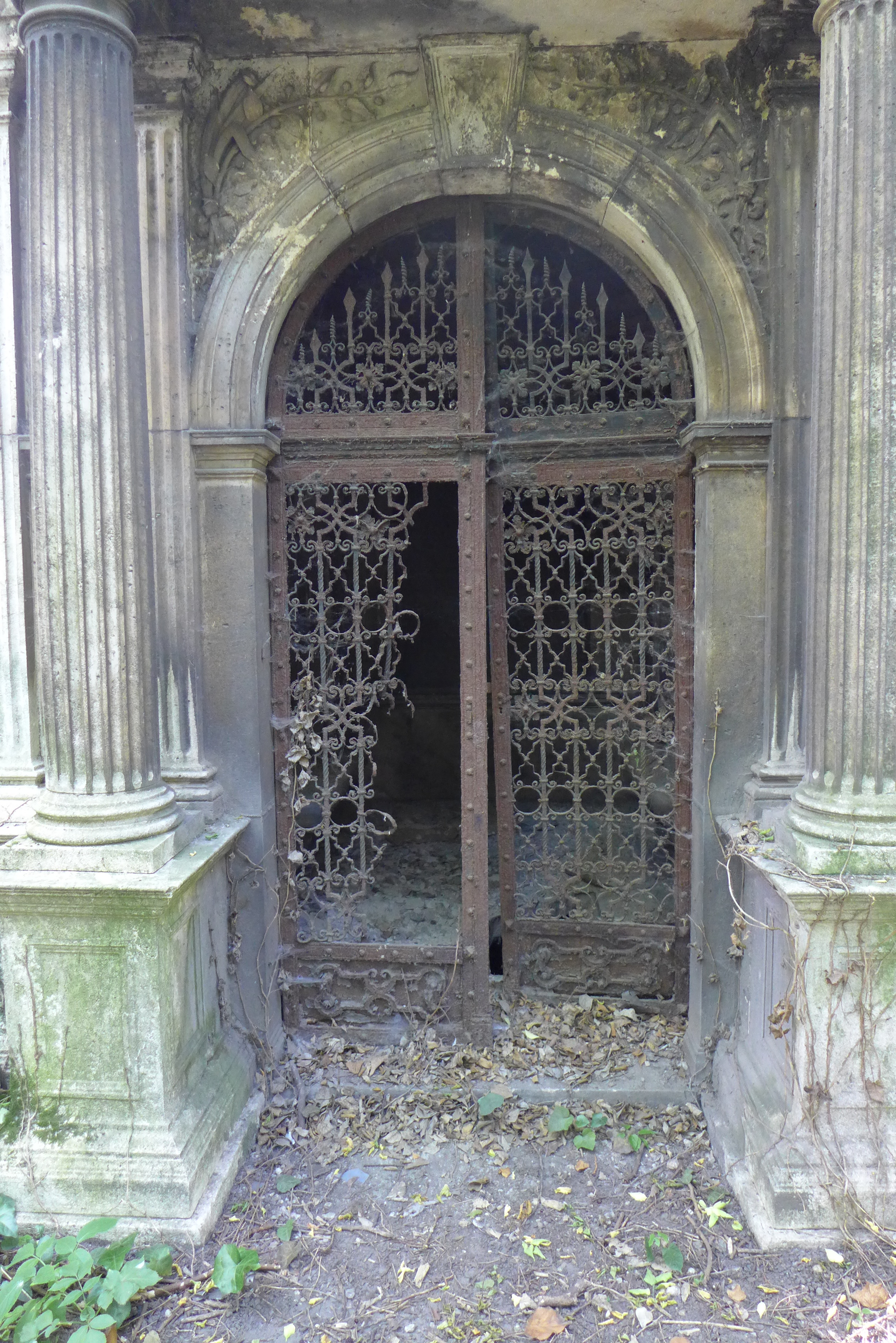
Rozsdás kapu
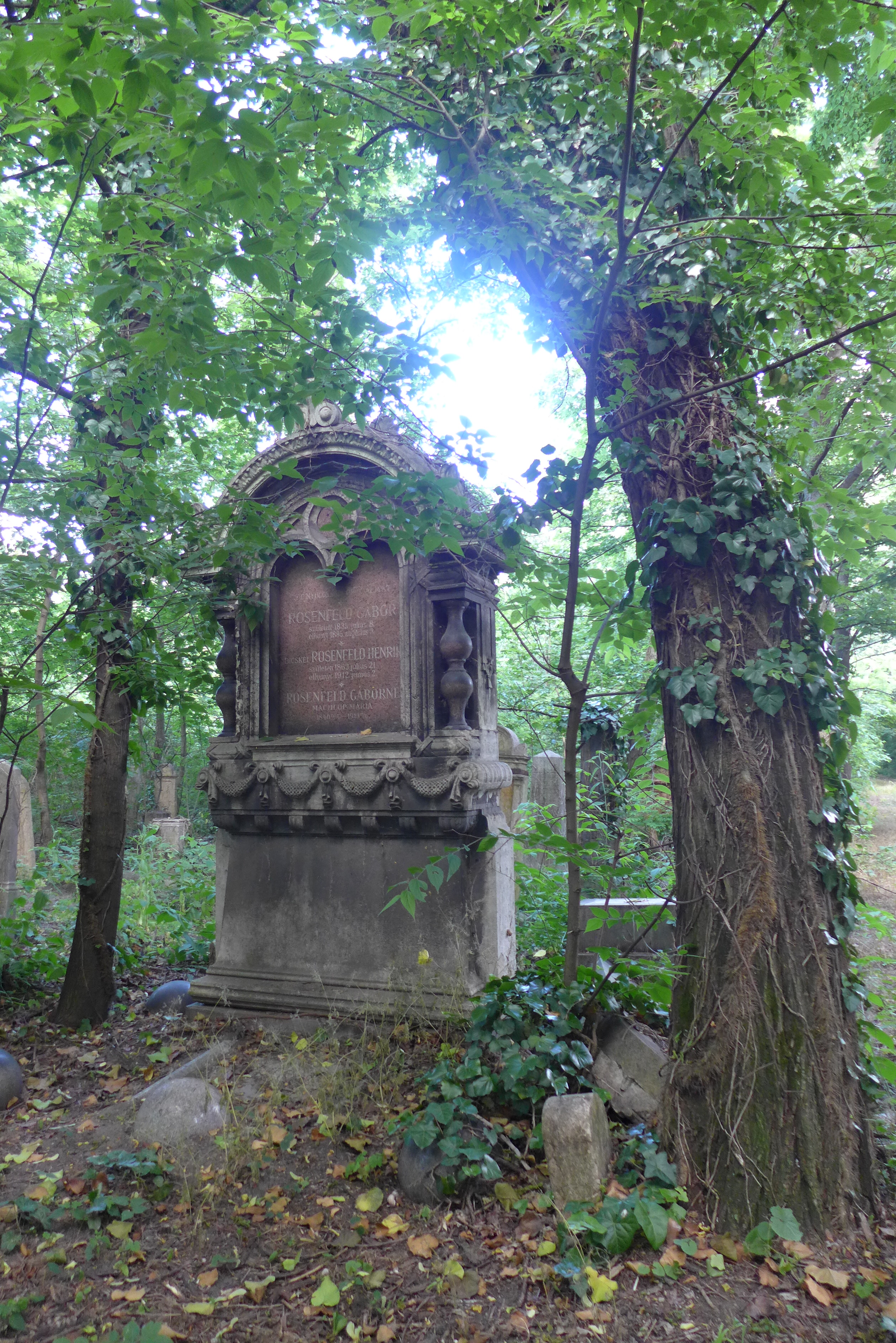
Neogótikus jellegű sír (Rosenfeld-család)
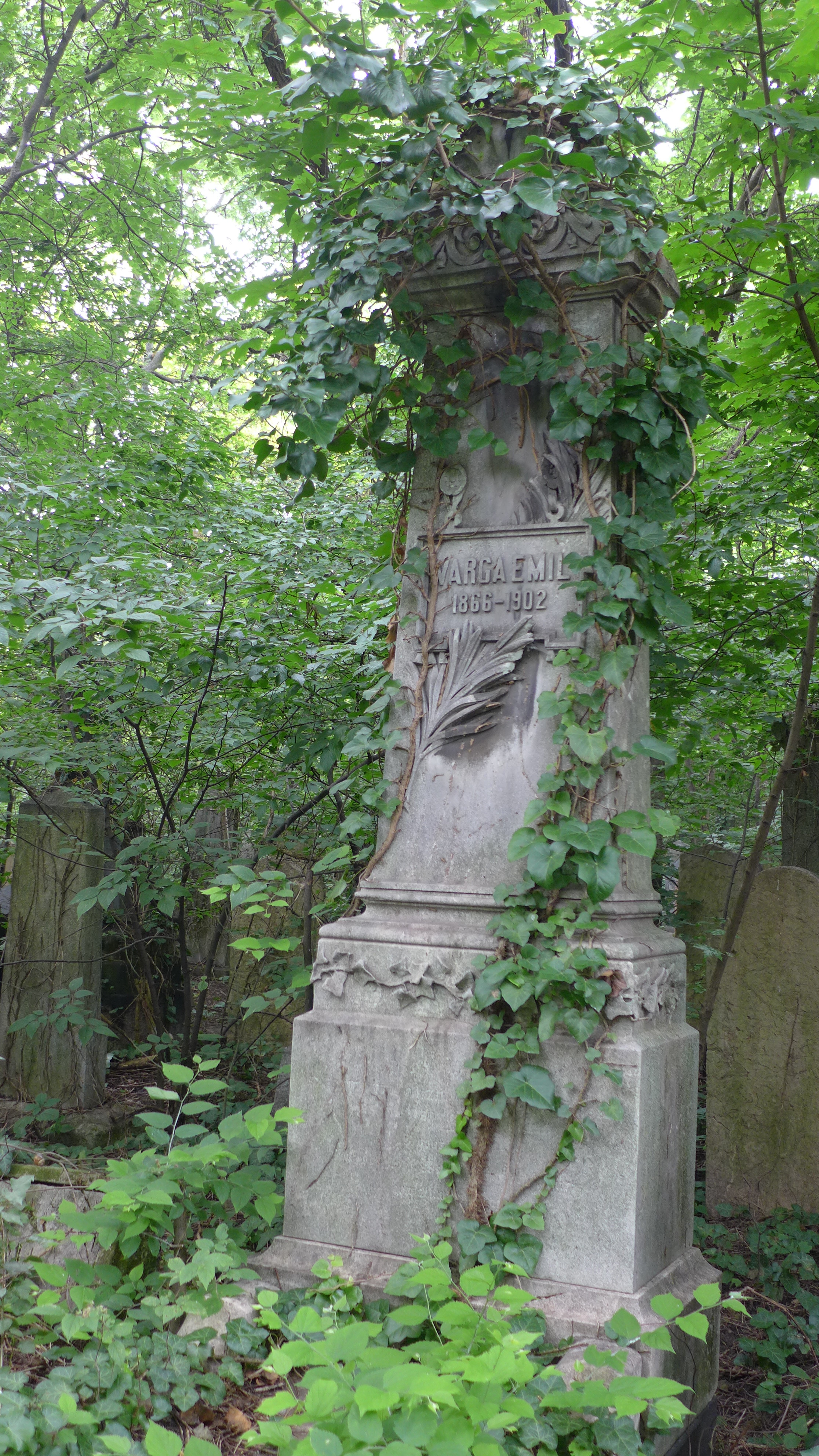
Növényzettel benőtt sír (Varga Emil)
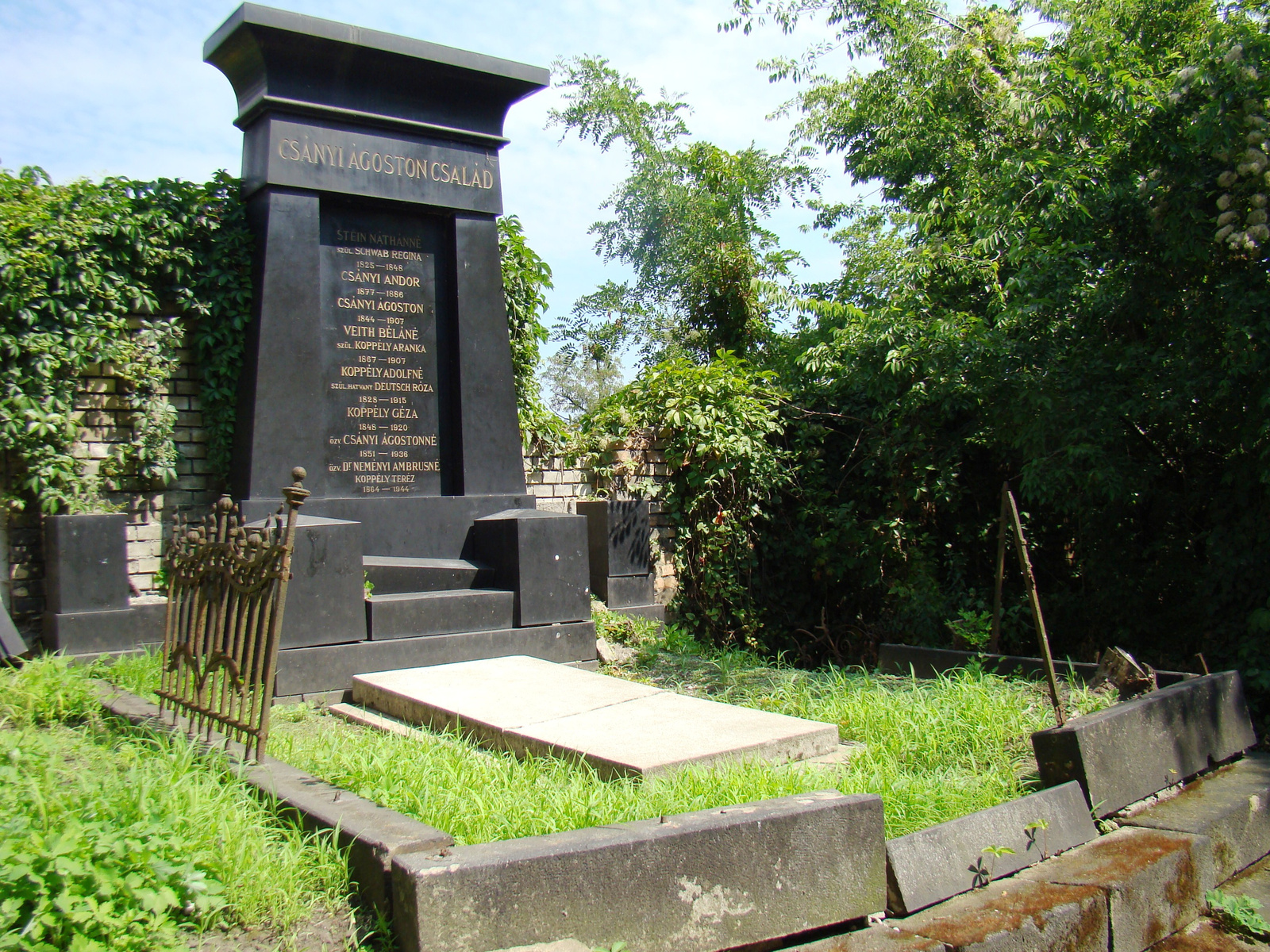
A Csányi család jó állapotú sírja
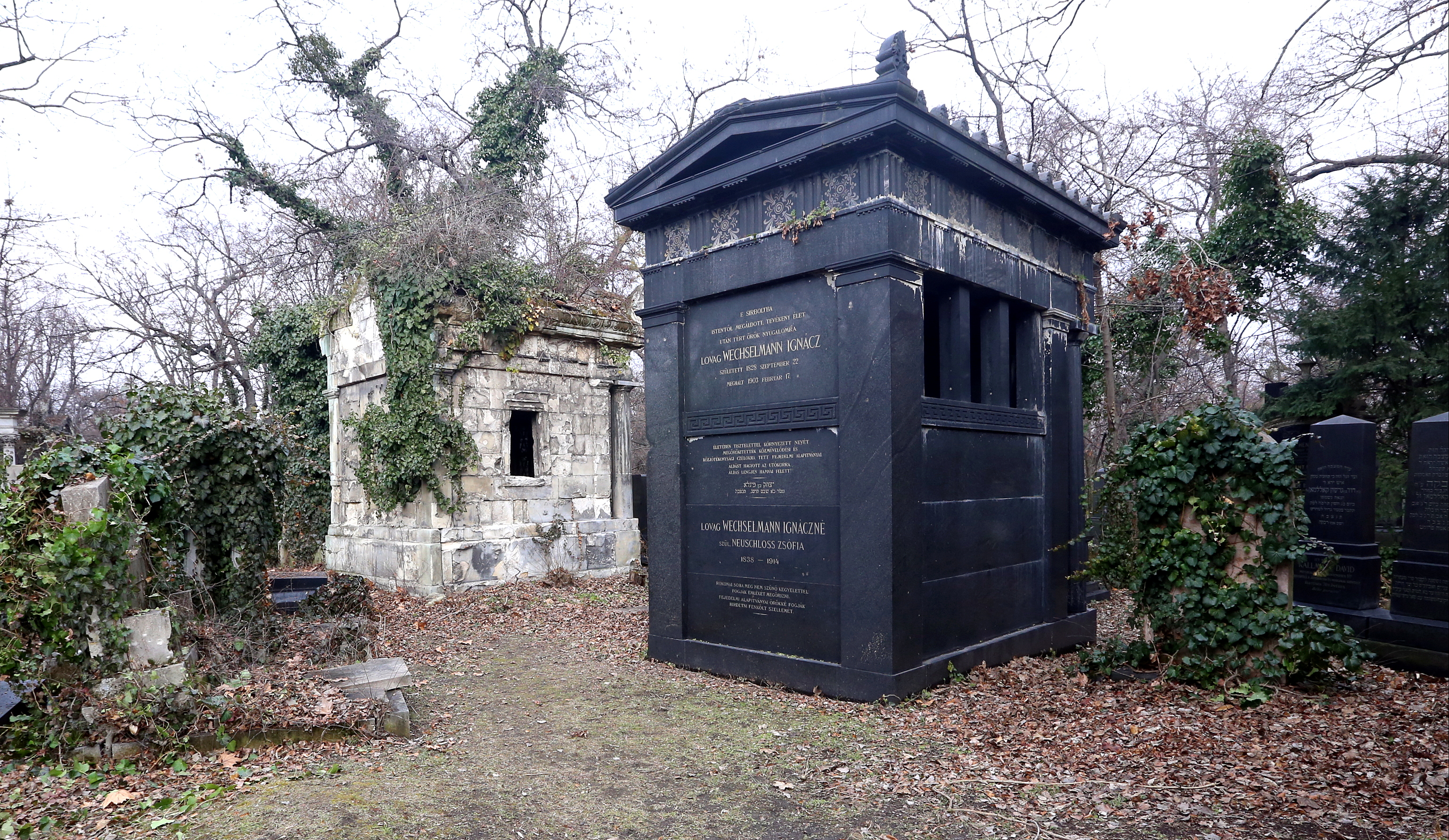
Wechselmann Ignác mauzóleuma

## Videófelvétel
- Ismeretlen temető Budapest közepén (youtube.com)
- Torma Tamás építész bemutatja a temetőt